# Sandro Pertini
Alessandro (Sandro) Pertini, född 25 september 1896 i Stella i Savona i Ligurien, död 24 februari 1990 i Rom, var en italiensk politiker, advokat och journalist. Han var Italiens sjätte president, från 1978 till 1985, då han lämnade ämbetet och blev senator på livstid.